# Elephant and Castle (groupe)
 (novembre 2021).
Pour les articles homonymes, voir Elephant and Castle (homonymie).
Elephant and Castle est un groupe français de rock progressif. Baptisé à Londres en Angleterre et établi à Paris, il a été créé à Aix-en-Provence dans les Bouches-du-Rhône par Édouard Poujaud (guitare) et Patrice Steinberger (chant) à la fin des années 1980. Il a publié un album studio, The Green One en 1991 et deux albums (studio et live), The Lost Album et At Last Live, enregistrés au milieu des années 1990, mais publiés en 2021. Influencé par Genesis, Led Zeppelin, U2 et Queen, Elephant and Castle a souvent été comparé à IQ, Rush ou Saga.

## Biographie

### Débuts à Londres
Édouard Poujaud et Patrice Steinberger (nés en 1965) se rencontrent au collège Vauvenargues à Aix-en-Provence en 1976. Ils deviennent amis et décident de monter un groupe bien qu'ils n'aient jamais joué d'un instrument ou appris à lire la musique. Édouard Poujaud décide de jouer de la guitare et Patrice Steinberger de la batterie. Leur groupe s'appelle Vision, ils achètent du matériel. Jean-Luc Gonson, un autre élève du collège les rejoint aux claviers. Ils écoutent Genesis, Led Zeppelin, Alice Cooper, Queen.
En 1983, à l'âge de 18 ans, ils partent à Londres où ils pensent se faire remarquer et pouvoir percer. Un américain du nom de Gypsy prend la place de chanteur. Ils vivent dans un squat à Railton road (Brixton) géré par des exilés politiques et des artistes sud-africains. Ils travaillent à l'Enterprise Hotel à Earl's Court pour gagner leur vie. Le groupe donne son premier concert au Frontline Theater,. Le groupe s'appelle alors Overload.
Fin 1984, la police ferme le squat où vit le groupe. Édouard Poujaud, Patrice Steinberger et Jean-Luc Gonson décident alors de rentrer en France. Ils s'installent à Fos-sur-Mer à côté de Marseille. Ils recrutent Jean-Jacques Nersessian à la batterie, Ronan Paris à la basse, et baptisent leur nouveau groupe Hurlevent. Patrice Steinberger abandonne la batterie et devient chanteur.
Hurlevent enregistre une maquette de quatre titres en français et en anglais au studio Cactus à Marseille en 1985. Et donne son premier concert en juin 1985 à Vitrolles.

### Émancipation à Paris
Fin 1985, le groupe déménage à Paris où il se baptise Elephant and Castle, du nom du quartier de Londres où était situé leur studio de répétition au Snow White Squat Center. Patrice Steinberger, qui écrit tous les textes, décide de ne chanter qu'en Anglais. Édouard Poujaud est à l'origine de la plupart des compositions avec Patrice Steinberger. Tous les deux forment le duo moteur du groupe.
Les membres d'Elephant and Castle se consacrent entièrement à la musique. Ils composent et écrivent pour monter leur répertoire, ils répètent plusieurs fois par semaine et investissent dans du matériel. Ils enregistrent de nombreuses maquettes. Dont une chanson sous la direction d'un producteur qui leur fait ajouter des arpèges de guitare, un solo de saxophone, change les paroles en Français. Elephant and Castle dit détester ce titre qui ne lui ressemble pas et décide désormais d'assurer seul sa direction artistique.
En juin 1986, Elephant and Castle est programmé pour le grand concert de SOS Racisme à la Bastille. Mais la veille au soir du concert, en rentrant de répétition, le batteur Jean-Jacques Nersessian a un accident de moto. Il est opéré du genou et reste un mois à l'hôpital.
En 1987, Jean-Luc Gonson décide de quitter le groupe. Il retourne à Marseille, il arrête la musique. Elephant and Castle recrute Rémy Hennequin aux claviers, qui a appris le piano au conservatoire et est fan de Deep Purple. En juin 1988 à l'issue d'un concert pour la Fête de la musique, Jean-Jacques Nersessian et Ronan Paris sont virés du groupe. Elephant and Castle recrute Alain Marquès à la basse, un musicien, aveugle, influencé par le reggae et le funk. Jean-Jacques Nersessian est réintégré : il a répondu à l'annonce du groupe qui recherchait un batteur et il a repassé les auditions.

### Production: un album, une tournée
En novembre 1991, Elephant and Castle publie son premier album The Green One sur le label Ugum. L'album comprend six titres, enregistrés en mai 1991 aux studios Robespierre à Saint-Ouen, dans la banlieue de Paris. Il est bien accueilli par le milieu du rock progressif en Europe : de nombreux fanzines (Varia, Harmonie, Notes, Blue Angel, The Organ, Blindsight) lui consacrent une critique et comparent Elephant and Castle à IQ, un groupe que Édouard Poujaud et Patrice Steinberger n'ont pourtant jamais écouté. The Green One a droit aussi aux critiques de Télérama et à une programmation sur RTL dans l'émission Colors de Francis Zégut, sur Ouï FM et sur les radios indépendantes.
Tout au long de l'année 1992, Elephant and Castle se produit en concert. Il joue notamment en première partie du groupe anglais Pendragon à Paris et à Lille en avril 1992. Ses concerts sont très remarqués par la presse et un public de fans se forme. Un fan-club, baptisé On est tous des éléphants est créé en 1992. L'album The Green One se vend à plus de 1 500 exemplaires.

### Quatuor: un son plus agressif
En octobre 1992, Rémy Hennequin décide de quitter le groupe. Il n'est pas remplacé. Le groupe en profite pour renouveler son répertoire en mettant en avant les guitares. Il abandonne certains titres composés au clavier. Patrice Steinberger assurent certaines parties de clavier en concert. Avec Édouard Poujaud et Alain Marquès, ils jouent synthé et piano en studio. Les années 1993 et 1994 sont consacrées aux enregistrements en studio pour publier un deuxième album. Elephant and Castle enregistre dix titres entre novembre 1992 et novembre 1994 au studio Concorde à Paris. Il publie un mini-album éponyme de quatre titres en décembre 1993 qu'il distribue à ses fans et aux maisons de disques.
Elephant and Castle opte pour un son plus agressif dans la veine du Achtung Baby de U2 que Édouard Poujaud et Patrice Steinberger citent désormais parmi leurs influences majeures. En concert, le groupe reprend désormais One de U2, avec Patrice à la guitare acoustique. C'est la première fois que Édouard Poujaud et Patrice Steinberger font une reprise. Le groupe simplifie son nom en E&C et adopte un nouveau look fait de cuir, de skaï, de lunettes noires et de casquettes comme en témoignent les photos de cette époque.

### Séparation
Fin 1995, Elephant and Castle enregistre cinq titres aux Studios Plus XXX à Paris avec Jean Roussel (arrangeur, producteur et musicien de, entre autres, The Police, The Wailers, Roger Glover, Jeane Manson ou Cat Stevens) et signe un pré-contrat de production avec la filiale de MCA (Music Corporation of America) à Paris. Jane Henley, chanteuse, choriste de Boy Georges enregistre en duo avec Patrice Steinberger le titre 21st Century's Love Stories. L'enregistrement est financé par un producteur de comédies musicales américains qui a vu Elephant and Castle à la Fête de la musique à Paris en juin. Mais le contrat de production est rompu en 1996 par Seagram qui vient de racheter MCA.
Après des concerts au Gibus, à la Loco, au Hard Rock café en 1994 et 1995, Elephant and Castle loue le théâtre Trévise à Paris en novembre 1996 pour deux soirs avec pour projet d'y enregistrer un album live. Patrice Steinberger conçoit un spectacle autour des comédies musicales, genre qu'il adore. Au cours de ces deux soirs, Elephant and Castle joue une vingtaine de chansons, dont quatre nouveaux titres et cinq reprises (Singin' In The Rain, Mr Mistoffelees ou Over The Rainbow)
Mais le groupe se décourage parce qu'il n'arrive pas à décrocher un contrat. Il se sépare en juin 1997.
Après Elephant and Castle, Patrice Steinberger a monté un duo avec le guitariste Irakli Exarchopoulos (père de l'actrice Adèle Exarchopoulos) puis un groupe avec Marquès et Rémy Hennequin et enfin un duo avec ce dernier baptisé Crocodile Dandy. Le 1er décembre 2006, Édouard Poujaud et Patrice Steinberger jouent ensemble pour un soir sous le nom d'Elephant and Castle à Paris. En 2014, Édouard Poujaud a composé 1812 - A Russian Tale une comédie musicale sur le retraite de Russie de Napoléon. Patrice Steinberger y chante deux titres.

### Deux albums retrouvés
En 2021, 30 ans après la sortie de The Green One, Édouard Poujaud et Patrice Steinberger créent un label E&C Re&cords pour produire les enregistrements oubliés des années 1990. Ils publient The Lost Album (au format CD édition limitée, sur bandcamp.com et sur les plateformes de streaming) et At Last Live (sur bandcamp.com et sur les plateformes de streaming).
The Lost Album contient tous les titres enregistrés en studio entre novembre 1992 et novembre 1994 accompagnés de quatre titres enregistrés en concert à la Fête de la musique 1995.
At Last Live reprend 17 titres enregistrés en novembre 1996 en concert au théâtre Trévise à Paris.

## Membres

### Membres communs
- Édouard Poujaud : guitares
- Patrice Steinberger batterie, flûte (1980-1986), chant, claviers, guitares (1986-1997)

### Autres membres
- Vision (1980-1983) : Jean-Luc Gonson (claviers), Théo X (basse).
- Overload (1983-1984) : Jean-Luc Gonson (claviers), Gypsy (chant).
- Hurlevent (1985-1986) : Jean-Luc Gonson (claviers), Jean-Jacques Nersessian (batterie),  Ronan Paris (basse).
- Elephant and Castle (1986-1987) : Jean-Luc Gonson (claviers), Jean-Jacques Nersessian (batterie), Ronan Paris (basse).
- Elephant and Castle (1987-1988) : Jean-Jacques Nersessian (batterie), Ronan Paris (basse), Rémy Hennequin (claviers).
- Elephant and Castle (1989-1992) : Jean-Jacques Nersessian alias Avédis (batterie), Alain Marquès alias Don Marquès (basse), Rémy Hennequin alias R.P.P. Hennequin (claviers).
- Elephant and Castle (1993-1997) : Jean-Jacques Nersessian alias Avédis (batterie), Alain Marquès alias Don Marquès (basse, claviers).

## Discographie
- 1991 : The Green One (Ugum Production – UGU 00491)
- 1993 : Elephant and Castle (mini album quatre titres, autoproduit. Tirage : 150 exemplaires)
- 2021 : The Lost Album (E&C RE&CORDS 001/1)
- 2021 : At Last Live (E&C RE&CORDS 002/2)